# Brann Dailor

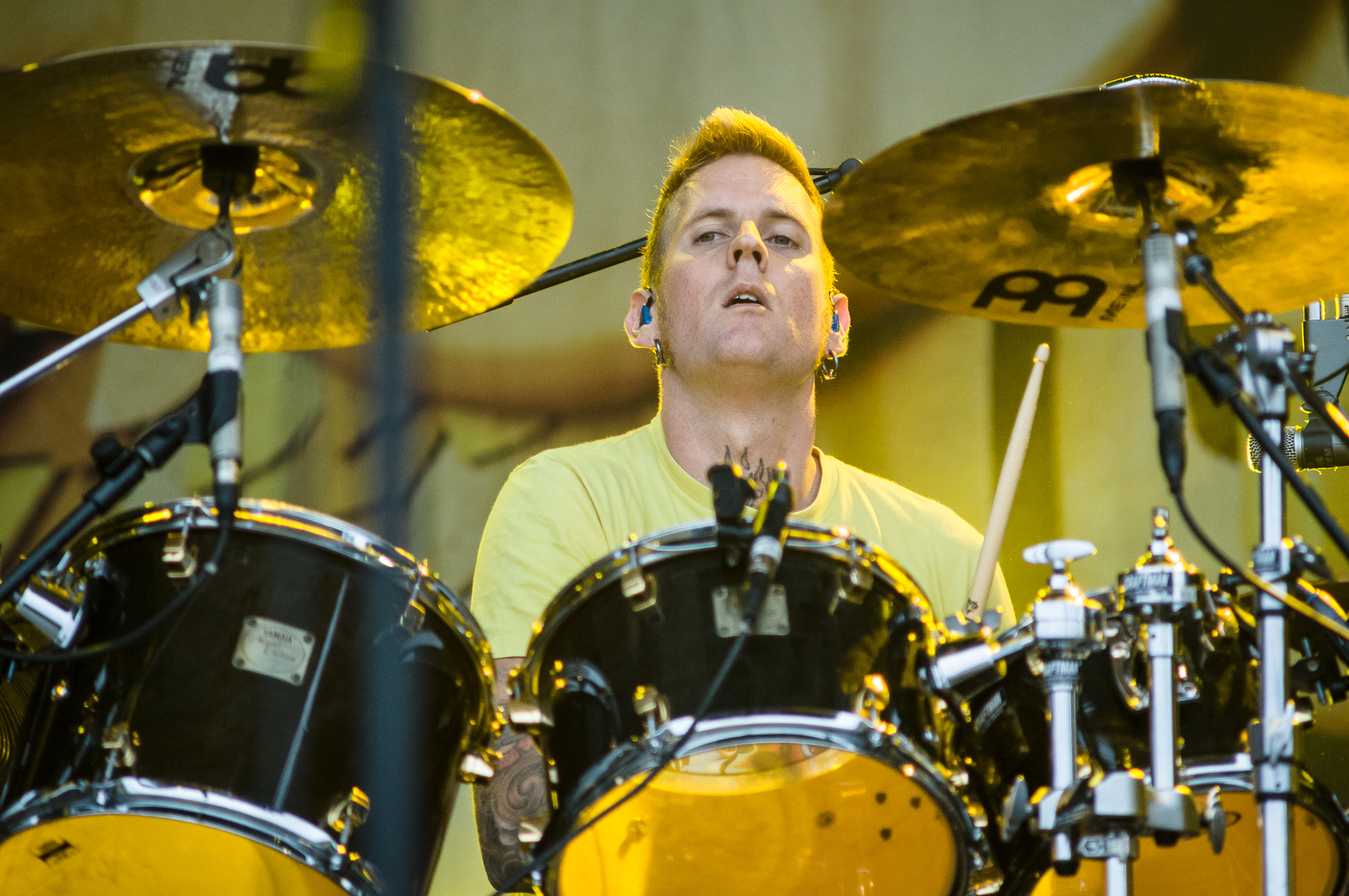
Brann Dailor (2012)

Brann Timothy Dailor (* 19. März 1975 in Rochester, New York) ist ein US-amerikanischer Schlagzeuger und Sänger. Er ist Gründungsmitglied der Metal-Band Mastodon und spielte zuvor bei Lethargy und Today Is the Day.

## Werdegang
Dailor spielte seit der Gründung im Jahre 1992 bei der Band Lethargy. Mit Lethargy nahm er im Jahre 1996 deren einziges Studioalbum It’s Hard to Write with a Little Hand auf. Zusammen mit dem Gitarrist Bill Kelliher wechselte Dailor zu Today Is the Day und spielte das im Jahre 1999 erschienene Album In the Eyes of God ein. Kurze Zeit später zog Dailor gemeinsam mit Kelliher von Rochester nach Atlanta und gründeten mit Gitarrist Brent Hinds und dem Bassisten Troy Sanders die Band Mastodon.
Das Titellied des Mastodon-Albums Crack the Skye ist eine Hommage an seine Schwester Skye, die im Alter von 14 Jahren Suizid verübte. Bereits das Albumcover von Remission, welches ein brennendes Pferd zeigt, spielte auf diesen Vorfall an. Inspiriert wurde das Remission-Cover von einem Traum Dailors, der von seiner Schwester handelte und mit der nuklearen Vernichtung der Erde endete. Im Jahre 2012 wurde Dailor bei den Revolver Golden Gods Awards in der Kategorie Bester Schlagzeuger nominiert. 2018 wurden Mastodon mit dem Grammy in der Kategorie Best Metal Performance ausgezeichnet.
Zusammen mit seinem Bandkollegen hatte Dailor im Jahre 2015 einen Auftritt als Statisten in der Fernsehserie Game of Thrones auf. In der Episode Hartheim sind die Musiker von Mastodon als Wildlinge zu sehen. Im April 2016 trat Dailor mit der Hausband in der NBC-Talkshow Late Night with Seth Meyers auf. 2017 folgten zwei weitere Auftritte in der Serie Game of Thrones bei den Folgen Drachenstein sowie Der Drache und der Wolf.

## Diskographie

### Mit anderen Bands
- 1996: Lethargy – It’s Hard to Write with a Little Hand
- 1999: Today Is the Day – In the Eyes of God
- 2017: Fiend Without a Face – Untitled